# Contessa Entellina Ansonica vendemmia tardiva
Le Contessa Entellina Ansonica vendemmia tardiva est un vin blanc de la région Sicile doté d'une appellation DOC depuis le 2 août 1993. Seuls ont droit à la DOC les vins récoltés à l'intérieur de l'aire de production définie par le décret. Les vignobles autorisés se situent en province de Palerme dans la commune de Contessa Entellina.
Voir aussi l’article Contessa Entellina Ansonica.

## Caractéristiques organoleptiques
- couleur: jaune paille intense tendant vers un jaune doré
- odeur : agréable, parfumé
- saveur: doux, velouté

Le Contessa Entellina Ansonica vendemmia tardiva se déguste à une température de 10 à 13 °C et il se garde 2 – 4 ans.

## Production
Province, saison, volume en hectolitres :
- Palermo  (1996/97)  1066,52